# Nie ma
Nie ma – zbiór reportaży Mariusza Szczygła. Wydany w 2018 roku przez wydawnictwo Dowody na Istnienie, nagrodzony w 2019 roku Nagrodą Literacką „Nike”, zarówno od jury, jak i czytelników.
Książka traktuje o różnych rodzajach pustki, reportaże łączy temat braku – śmierci, żałoby, odchodzenia.
Według Agnieszki Warnke, reporter tworzy tu „coś w rodzaju metafizycznego teatru słów, w którym nieobecność staje się lekcją istnienia”. Jej zdaniem pozycja ta „sprawdza reportażowość innych form narracji”. Marek Zaleski stwierdził: „Książka Szczygła jest hybrydą, chimerą, często pozostaje na antypodach spójnej opowieści”.
Książka jest określana również jako zbiór opowiadań faktu.